# Lethata curiata
Lethata curiata es una especie de polilla del género Lethata, orden Lepidoptera.
Fue descrita científicamente por Meyrick en 1929.